# Štrajk
Štrajk (eng. strike, „udar”) ili obustava rada označava kolektivnu obustavu radnih aktivnosti dok se ne ispune određeni zahtjevi stranke u radnom sporu koja je organizirala štrajk, najčešće radnika.
Štrajkovi mogu imati različite ciljeve. Može ga držati sindikat u tvrtci, gospodarskoj grani ili može biti opći štrajk. Politički štrajkovi, primjerice, vrše pritisak na parlament i vlast s ciljem razmatranja zahtjeva štrajkaša. U politički napetim situacijama mogu se razviti u opći štrajkovi i paralizirati gospodarstvo cijele države.

## Tijek štrajka
U novijoj povijesti, štrajkovi se odvijaju po sljedećem modelu: radnici prestanu obavljati svoje poslove, ali i dalje dolaze na svoje radno mjesto; poslodavci u početku odbijaju radničke zahtjeve, a rad štrajkaša pokušavaju nadomjestiti radom štrajkolomaca — radnika koji nastavljaju raditi unatoč tome što je sindikat proglasio štrajk. Štrajkolomci su najomraženiji zaposlenici u radničkom krugu; prisiljeni su trpjeti uvrede, čak i fizičke napade štrajkaša. Ako se situacija zaoštri ili štrajk odulji unedogled, moguća je intervencija policije protiv štrajkaša; takve su intervencije između dva svjetska rata često bile grube i neopravdane.
Poslodavci i država najviše strahuju od velikog općeg štrajka, u kojem štrajkaju svi ili dio radnika u nekom gradu, pokrajini ili državi. Ako je velik broj radnika u štrajku, život u zajednici ne može teći normalno. Ako se štrajk odulji, novčani gubitci su veliki i gospodarstvo nazaduje.
Štrajk završava popuštanjem poslodavaca i prihvaćanjem zahtjeva sindikata ili njegovim gušenjem.

## Povijest
Prvi poznati štrajk dogodio se u 12. stoljeću pr. Kr. u Egiptu pod vladavinom Ramzesa III. prilikom građevinskih radova. Događaj je sačuvan na papirusu i detaljno opisuje tijek štrajka.
Engleska riječ „štrajk” prvi se puta pojavila 1768. godine kada su mornari u potporu prosvjedima u Londonu „udarili” ili otklonili najviša jedra trgovačkih brodova u luci. 
Službene publikacije obično rabe nepristrane izraze poput „obustava rada” ili „spor”.
Od 1917. godine meksički ustav, prvi ustav Meksika, jamči pravo na štrajk. Zbog masovne nezaposlenosti u Americi 1937. godine izbilo je 4740 štrajkova, najveći val štrajkova u povijesti.[nedostaje izvor]
Štrajkovi su u nekim komunističkim državama bili zabranjivani.[nedostaje izvor] Prema ideji radničkog samoupravljanja smatralo se da je štrajk nemoguć i neprirodan, a sindikati su se bavili marginalnim poslovima poput organizacije izleta. Pokušaji štrajkova često su završavani nasilnim gušenjem, a štrajkaši bi završavali u zatvoru ili bi bili ubijani. U SFRJ su slani na Goli otok.[nedostaje izvor]

## Primjeri štrajka
Štrajk glađu je jedan od oblika otpora, najčešće zatvorenika protiv zatvorskih vlasti. Najčešće ga provode politički zatvorenici.

## Vanjske poveznice
|  | Zajednički poslužitelj ima još gradiva o temi Strikes |

- Strikes libcom.org (engl.)
- Strike! Famous Worker Uprisings  Arhivirana inačica izvorne stranice od 18. veljače 2011. (Wayback Machine), life.com, Life (engl.)